# Caenisomopsis paraensis
Caenisomopsis paraensis là một loài ruồi trong họ Tachinidae.